# HD 14213
HD 14213，又名BD+45 589，SAO 37947、HR 671，是一颗恒星，视星等为6.21，位于銀經138.29，銀緯-13.77，其B1900.0坐标为赤經2h 12m 45.6s，赤緯+46° -13.77′ 40″。